# Louis Martin (nadador)
Louis Martin fue un jugador de waterpolo y nadador francés. Ganó tres medallas de bronce en los Juegos Olímpicos de París 1900, en Waterpolo, incluso obtuvo medalla de bronce en dos disciplinas, como los 4000 metros libres y 200 metros libres en equipos y terminó noveno y quinto en los 200 m y 1000 m en natación modalidad libre, respectivamente.